# 福島県道384号徳沢宝坂線
福島県道384号徳沢宝坂線（ふくしまけんどう384ごう とくさわほうさかせん）は、福島県耶麻郡西会津町を通る一般県道。新潟県境に近い。
国道49号と国道459号をつなぐ1.9kmの路線。

## 路線概要
- 起点：福島県耶麻郡西会津町群岡字蟹沢乙
- 終点：福島県耶麻郡西会津町宝坂大字宝坂字木戸口乙
- 総延長：1.867km[1]
  - 実延長：総延長に同じ
- 路線認定年月日：1993年4月1日[2]

### 道路施設
- 宝坂スノーシェッド
  - 全長：439.3m
  - 幅員：10.0m
  - 竣工：1999年[3]

## 通過する自治体
- 福島県
  - 耶麻郡西会津町

## 接続・交差する道路
- 国道459号（耶麻郡西会津町群岡字蟹沢乙 起点）
- 国道49号（耶麻郡西会津町宝坂大字宝坂字木戸口乙 終点）

## 沿線
- 鬼光頭川
  - 神楽滝